# Lijst van schaatsrecords sprintvierkamp vrouwen (junioren)
Dit is een overzicht van de ontwikkeling van de schaatsrecords op de sprintvierkamp vrouwen junioren.
De sprintvierkamp is een benaming voor een reeks van afstanden (tweemaal 500 en tweemaal 1000 meter) binnen een aantal dagen, meestal een weekend. De tijden op deze afstanden worden omgerekend naar 500 meter en de som van deze tijden is het puntentotaal. Tijdens de sprinttoernooien (bijvoorbeeld het WK sprint) wordt bij de vrouwen een sprintvierkamp verreden.

## Ontwikkeling wereldrecord sprintvierkamp
| Nr. | Naam              | Land                           | Tijd    | Datum            | Baan           |
| --- | ----------------- | ------------------------------ | ------- | ---------------- | -------------- |
| 1   | Bjørg Eva Jensen  | Noorwegen                      | 184,410 | 23 januari 1977  | Trondheim      |
| 2   | Sylvia Brunner    | Zwitserland                    | 176,075 | 28 januari 1978  | Davos          |
| 3   | Bjørg Eva Jensen  | Noorwegen                      | 174,475 | 11 maart 1979    | Larvik         |
| 4   | Skadi Walter      | Duitse Democratische Republiek | 170,230 | 17 januari 1982  | Davos          |
| 5   | Angela Stahnke    | Duitse Democratische Republiek | 168,200 | 23 januari 1983  | Davos          |
| 6   | Cornelia Dick     | Duitse Democratische Republiek | 167,385 | 23 maart 1985    | Medeo          |
| 7   | Sylke Luding      | Duitse Democratische Republiek | 165,160 | 21 maart 1987    | Medeo          |
| 8   | Chris Witty       | Verenigde Staten               | 162,820 | 26 maart 1994    | Calgary        |
| 9   | Tomomi Shimizu    | Japan                          | 161,050 | 4 januari 1997   | Calgary        |
| 10  | Seung Yong Choi   | Zuid-Korea                     | 158,785 | 29 november 1998 | Calgary        |
| 11  | Sayuri Osuga      | Japan                          | 158,785 | 27 februari 2000 | Larvik         |
| 12  | Sayuri Osuga      | Japan                          | 155,565 | 19 maart 2000    | Calgary        |
| 13  | Shannon Rempel    | Canada                         | 154,725 | 4 januari 2003   | Calgary        |
| 14  | Shannon Rempel    | Canada                         | 154,480 | 19 januari 2003  | Calgary        |
| 15  | Lee Sang-hwa      | Zuid-Korea                     | 153,200 | 23 januari 2005  | Salt Lake City |
| 16  | Karolína Erbanová | Tsjechië                       | 152,470 | 29 januari 2012  | Calgary        |
| 17  | Femke Kok         | Nederland                      | 151,995 | 26 januari 2020  | Heerenveen     |